# Židovská obec v Myslkovicích
Židovská obec v Myslkovicích (německy dříve Miskowitz), malé obci v okrese Tábor v Jihočeském kraji, existovala od poloviny 17. století do roku 1921.

## Historie
První židovská rodina se v Myslkovicích usadila před rokem 1650, jak uvádí jedna písemná zmínka z roku 1706; 1706 zde žily 3 židovské rodiny, 1723 pak 7 rodin, 1783 35 rodin. Židovská obec byla oficiálně založena v polovině 18. století. S příchodem židovských rodin z Haliče na přelomu 18. a 19. století pak výrazně vzrostla: v roce 1850 židovská populace čítala již 65 rodin se 474 osobami, tj. 55 % z celkové populace. Po roce 1867, kdy byli Židé zrovnoprávněni s ostatním obyvatelstvem monarchie, jejich počet klesl: v roce 1890 jich v Myslkovicích žilo pouze 71 osob (11 %), v roce 1930 pak pouze dvě osoby. V roce 1939 existovalo devět lidí, na něž se vztahovaly nacionalistické rasové zákony. Myslkovická židovská obec byla oficiálně přiřazena k židovské obci v Soběslavi již v roce 1921, protože klesající počet příslušníků židovské obce neodůvodňoval její existenci.
Z Myslkovic pocházel židovský obchodník Salomon Markus Adler, otec rakouského politika a zakladatele Sociálně demokratické strany Rakouska Victora Adlera.